# 7318 Dyukov
7318 Dyukov este un asteroid din centura principală de asteroizi.

## Descriere
7318 Dyukov este un asteroid din centura principală de asteroizi. A fost descoperit pe 17 iulie 1969 la Observatorul de Astrofizică din Crimeea de Bella Bournacheva. El prezintă o orbită caracterizată de o semiaxă mare de 2,61 ua, o excentricitate de 0,18 și o înclinație de 13,8° în raport cu ecliptica.